# Vila Rotonda
Vila Rotonda (talijanski: La Rotonda) je renesansna ladanjska kuća arhitekta Andrea Palladia iz 1569. godine u okolici Vicenze.
Vila Rotonda je bila prva, od mnogih koje su uslijedile, ladanjska kuća s kupolom. Osobito za vrijeme paladijanizma u arhitekturi 18. stoljeća u Engleskoj i Americi.

## Povijest
Iste godine kada je dovršio slavnu crkvu San Giorgio Maggiore Andrea Palladio je počeo graditi ovu slavnu vilu u neposrednoj blizini Vicenze prema svom projektu iz 1550. godine. 
Nakon dovršetka, 1569. godine, vila je prozvana "rotondom" jer je na njoj dominirala kupola inspirirana jednom drugom rotondom (kružnom dvoranom) – rimskim Panteonom. Kada ju je kupila bogata venecijanska obitelj Capra, 1591. godine, postala je poznata kao "Vila Capra".

## Osobitosti
Vila je primjer suburbanog tipa koji se može usporediti s rimskim carskim vilama (Hadrijanova vila u Tivoliju ili vila u Frascatiju), ali koji je u Venetu rjeđi. Iako je Palladio očito bio inspiriran rimskom arhitekturom, njegova fino proporcionalna i skladna vila je bila potpuno originalna.
Premda su vile uvijek bile projektirane kao stambene zgrade na farmi, Palladio je projektirao ovu vilu prije svega za odmor i uživanje u prirodi. Kao i kod drugih vila, glavne stambene prostorije bile su na drugom katu, dok su se na donjem nalazili kuhinja, skladište i ostale uslužne prostorije, ali dominirala je centralna kružna prostorija za prijeme i zabavu. Kako bi omogućio stanarima da što više uživaju u pejzažu, napravio je ulazni trijem sa stubištem, ukrašen jonskim stupovima, na sve četiri fasade zgrade.
Građevina je centralna, kvadratnog tlocrta, s kupolom nad središnjom prostorijom i trijemom na svakoj strani. Čitavim volumenom dominiraju ulazni trijemovi, koje središnji volumen raščlanjuju, produžuju u krakove. Sve četiri fasade su iste i to ponavljanje oblika četiri puta dijeli vrijeme obilaska u četiri puta ponovljenu sekvencu i naglašava čin ulaska. No, ulazak postaje dvosmislen jer se ulaskom dolazi do vrata koje vode van, i sam ulazak postaje poziv na izlazak.
Upravo istodobnim negiranjem boravka kao zaustavljenosti na nekom mjestu i smisla kretanja Palladio je stvorio najbolji primjer manirističke arhitekture koji kao da tjera stanara da ne miruje, nego da se kreće prema vani, prema prirodi. Palladio je unio određenu dinamičnost u arhitekturu, građevina više nije statična s glavnim pročeljem i leđima, njena su sva četiri pročelja jednako vrijedna, što je snažna odlika manirizma – neodređenost, nemirnost.

## Poveznice
- Vila
- Palača
- Renesansna arhitektura
- Manirizam
- Paladijanizam

## Vanjske poveznice
- "La Rotonda"  Arhivirana inačica izvorne stranice od 10. ožujka 2000. (Wayback Machine)
- "Komentari i slike Vile Capra" s GreatBuilding.com